# Eunica costaricensis
Eunica costaricensis är en fjärilsart som beskrevs av Friedrich Wilhelm Niepelt 1920. Eunica costaricensis ingår i släktet Eunica och familjen praktfjärilar. Inga underarter finns listade i Catalogue of Life.